# Albina (ziar)
Albina a fost un periodic românesc apărut din inițiativa lui Vicențiu Babeș și Andrei Mocioni, al cărui prim număr a apărut la 23 martie/8 aprilie (după alte surse  Arhivat în 25 septembrie 2006, la Wayback Machine., la 15 aprilie) 1866 la Viena. Din 1869 până în 1877, Vincețiu Babeș a continuat tipărirea la Budapesta, cu toate că fusese interzis în Ungaria în 1869. Deviza sub care apărea ziarul era: „Daco-românia morală, culturală, una și indivizibilă”.
Ziarul s-a remarcat printr-o atitudine antidualistă pronunțată, fapt pentru care redactorii au fost trimiși de nenumărate ori în judecată. Principalul finanțator a fost familia Mocioni. O bună parte din fonduri se trăgeau din numărul destul de mare de abonamente.

## Colaboratori
Printre colaboratorii de la Albina s-au numărat Vasile Grigorovița (editor), George Popa, Ion Ciocan, Iulian Grozescu, Gruia Liuba.
Mihai Eminescu va debuta aici ca publicist. În 1870, în numerele din 7/19 și 9/21 ianuarie, Eminescu publică articolul O scriere critică, în care ia apărarea lui Aron Pumnul împotriva unei broșuri a lui D. Petrino din Cernăuți.